# Militärguvernör i Paris

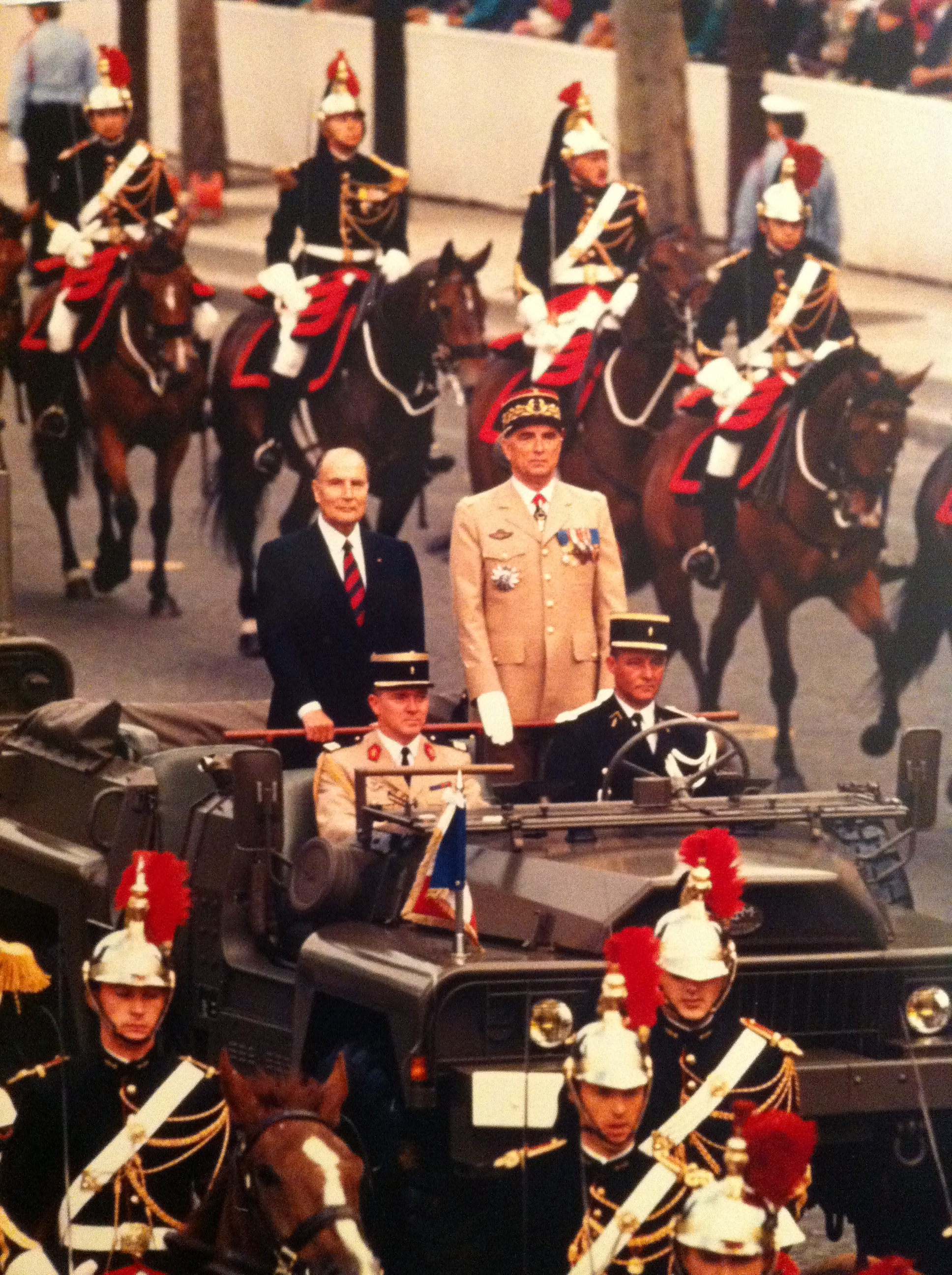
Frankrikes president François Mitterrand och militärguvernör i Paris Hervé Navereau granskar trupper under Bastilladagens militärparad 1989.

Militärguvernören i Paris (franska: Gouverneur militaire de Paris) är befälhavare för de franska väpnade styrkorna i Paris.

## Förteckning över guvernörer

### Guvernörer i Paris under Ancien Régime
- Louis I d'Anjou: 1356–1357
- Guillaume de Courcy: 1404
- Jean de Berry: 1411

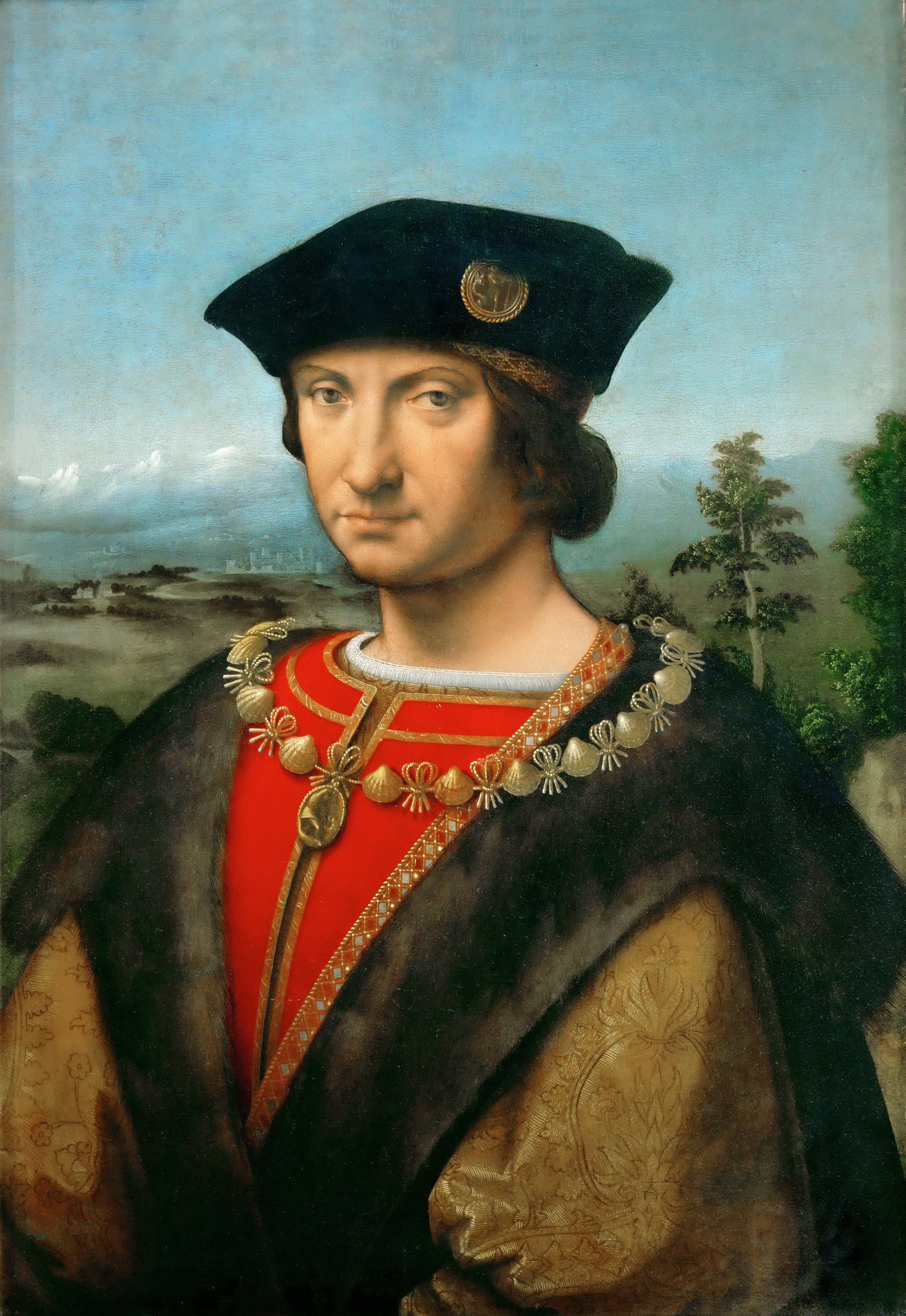
Charles II d'Amboise, guvernör i Paris från 1493 till 1496.

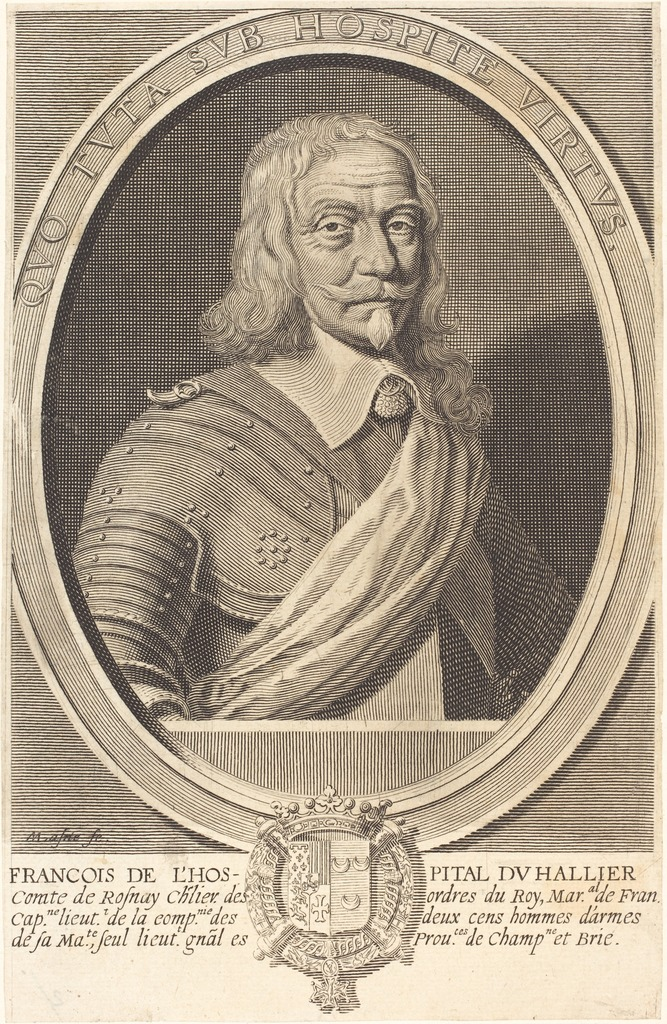
François de L'Hospital, guvernör i Paris från 1648 till 1657.

- Waléran III de Luxembourg: 1411–1413
- Jean II de Luxembourg: 1418–1420
- Maréchal Jean de La Baume: 1422–142.
- Jean de Villiers: 1429–14..
- Philippe de Ternant: 14..–14..
- Jacques de Villiers: 1461
- Charles d'Artois: 1465
- Charles de Melun: 1465–1467
- Charles I d'Amboise: 1467–1470
- Charles de Gaucourt: 14..–1472
- Antoine de Chabannes: 1472–147.
- Guillaume de Poitiers: 1478–14..
- Louis d'Orléans: 1483–1485
- Antoine de Chabannes: 1485–1488
- Gilbert de Montpensier: 14..–1494
- Charles II d'Amboise: 1493–1496
- Antoine de La Rochefoucauld: 15..–15..
- Maréchal Paul de Thermes: 1559–1562
- Maréchal Charles I de Cossé: 1562–1563
- Maréchal François de Montmorency: 15..–1572
- René de Villequier: 1580
- François d'O: 158.–1589
- Charles-Emmanuel de Savoie: 1589–1590
- Jean-François de Faudoas: 1590–1594
- Charles II de Cossé: 1594
- François d'O: 1594
- Charles du Plessis-Liancourt: 1616[1]
- Hercule de Rohan: 1643–16..
- Maréchal François de L'Hospital: 1648–1657
- Maréchal de camp Duc de Bournonville: 1657–1662
- Maréchal Antoine d'Aumont: 1662–1669
- Gabriel de Rochechouart: 1669–1675
- Charles III de Créquy: 1676–1687
- Léon Potier: 1687–1704
- Duc de Tresmes: 1704–1739
- Bernard Potier, 1739–1757
- Charles Louis d'Albert: 1757–1771
- Maréchal Jean de Cossé-Brissac: 1771–1780
- Maréchal de Camp Louis de Cossé-Brissac: 1780–1791

### Allmänna befälhavare för den väpnade styrkan i Paris
- Général Louis d'Affry: 1791–1792

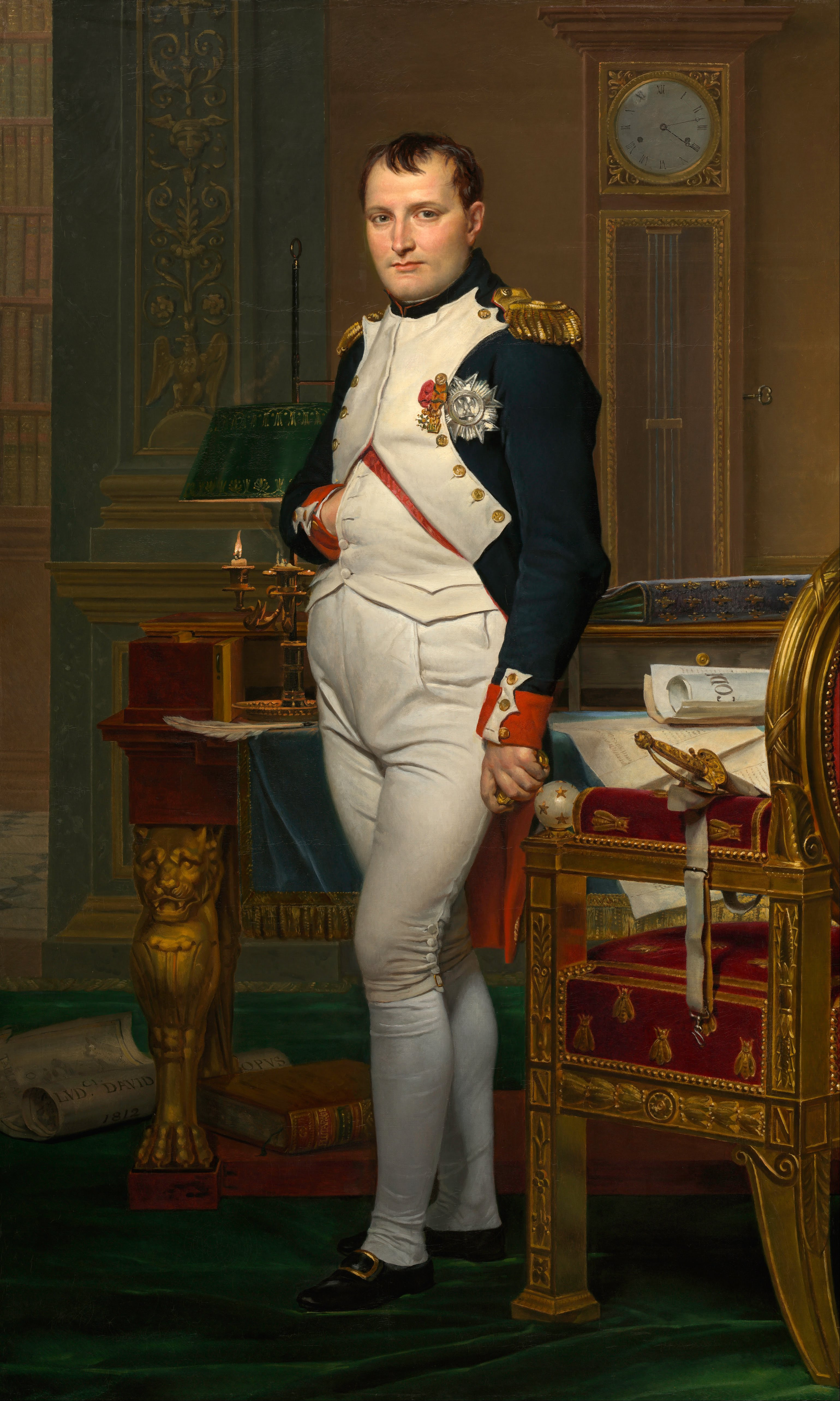
General Napoleon Bonaparte, befälhavare för den väpnade styrkan i Paris från 1795 till 1796.

- Général Jacques-François de Menou: 1792–1794
- Général Jean Thierry: 1794–1795
- Général Jacques-François de Menou: 1795
- Général Paul de Barras: 1795
- Général Napoléon Bonaparte: 1795–1796
- Général Jacques Hatry: 1796–1797
- Général Pierre Augereau: 1797
- Général Louis Lemoine: 1797
- Général Jean-François Moulin: 1797–1798
- Général Joseph Gilot: 1798–1799
- Général Barthélemy Catherine Joubert: 1799
- Général Jean-Antoine Marbot: 1799
- Général François Joseph Lefebvre: 1799–1800
- Général Édouard Mortier: 1800–1803
- Général Jean-Andoche Junot: 1803–1804

### Militära guvernörer i Paris efter den franska revolutionen
- Général Joachim Murat: 1804–1805[2]
- Prince Louis Bonaparte: 1805–1806
- Maréchal Joachim Murat: 1806

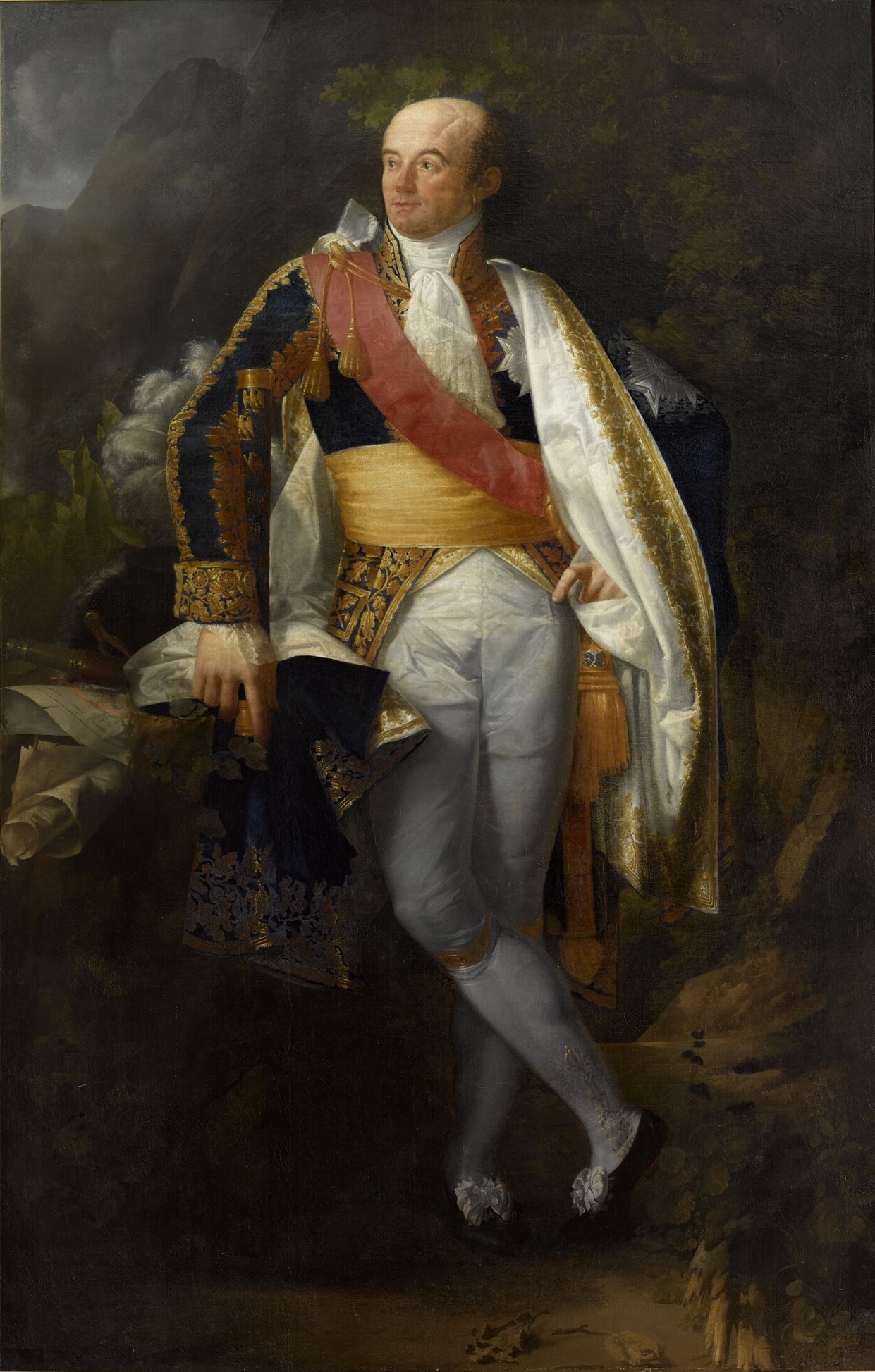
Maréchal Catherine-Dominique de Pérignon, militärguvernör i Paris från 1816 till 1819.

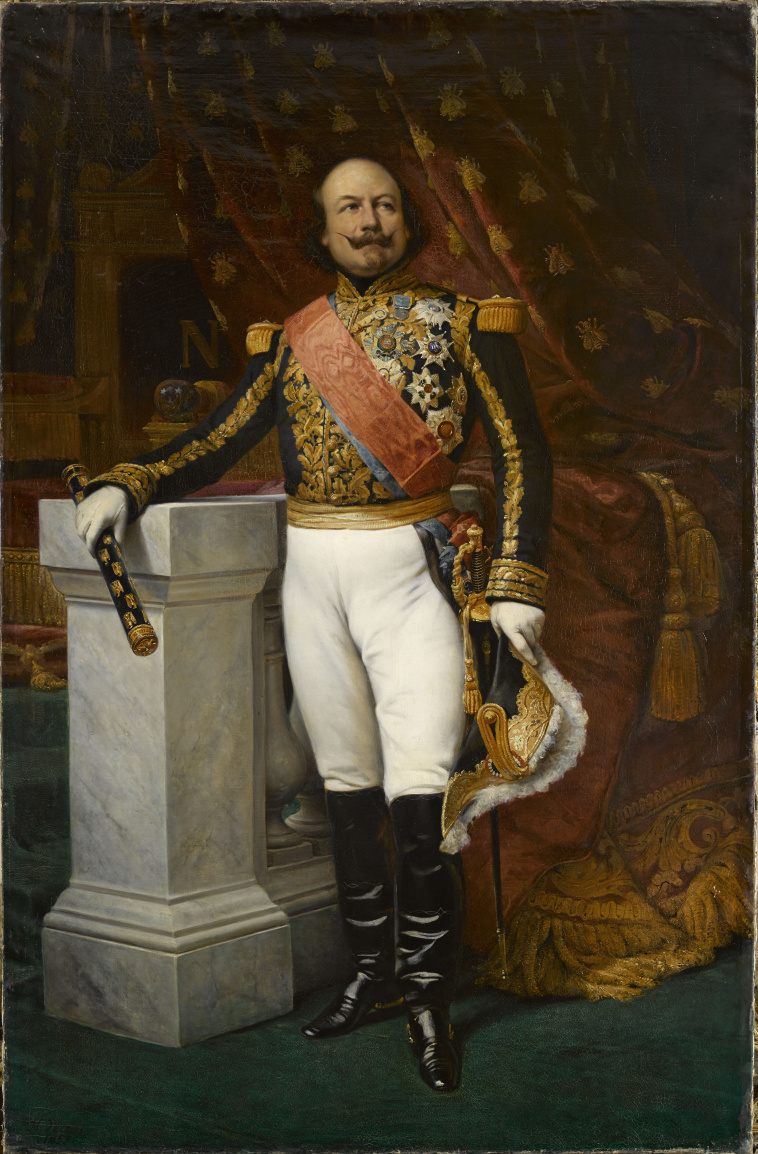
Maréchal François Certain de Canrobert, militärguvernör i Paris från 1865 till 1870.

- Général Jean-Andoche Junot: 1806–1807
- Général Pierre-Augustin Hulin: 1807–1814
- Général Louis de Rochechouart: 1814
- Général Louis Sébastien Grundler: 1814–1815
- Général Nicolas-Joseph Maison: 1815
- Général Pierre-Augustin Hulin: 1815 (Hundra dagarna)
- Maréchal André Masséna: Juillet 1815
- Général Nicolas-Joseph Maison: 1815
- Général Hyacinthe Despinoy: 1815–1816
- Maréchal Catherine-Dominique de Pérignon: 1816–1818
- Général Nicolas-Joseph Maison: 1819–1821
- Maréchal Auguste de Marmont: 1821–1830
- Général Pierre Claude Pajol: 1830–1842
- Général Tiburce Sébastiani: 1842–1848
- Général Nicolas Changarnier: 1848–1851
- Général Achille Baraguey d'Hilliers: 1851
- Maréchal Bernard Pierre Magnan: 1851–1865
- Maréchal François Certain de Canrobert: 1865–1870
- Maréchal Achille Baraguey d'Hilliers: 1870
- Général Louis Jules Trochu: 1870–1871
- Général Joseph Vinoy: 1871
- Général Paul de Ladmirault: 1871–1878
- Général Édouard Aymard: 1878–1880
- Général Justin Clinchant: 1880–1881
- Général Alphonse Lecointe: 1882–1884
- Général de division Félix Gustave Saussier: 1884–1898
- Général Émile Zurlinden: 1898–1899
- Général Joseph Brugère: 1899–1900
- Général de division Georges-Auguste Florentin: 1900–1901
- Général Paul-Vincent Faure-Biguet: 1901–1903
- Général Jean Dessirier: 1903–1906
- Général Jean Baptiste Dalstein: 1906–1910
- Général Michel Joseph Maunoury: 1910–1912
- Général Victor-Constant Michel: 1912–1914
- Général de division Joseph Gallieni: 1914–1915
- Général Michel Joseph Maunoury: 1915–1916
- Général Auguste Dubail: 1916–1918
- Général Adolphe Guillaumat: 1918
- Général Charles Émile Moinier: 1918–1919
- Général Pierre Berdoulat: 1919–1923
- Général Henri Gouraud: 1923–1937
- Général Gaston-Henri Billotte: 1937–1939
- Général Pierre Héring: 1939–1940
- Général Henri Dentz: Juni 1940

### Tysk ockupation
- General Otto von Stülpnagel
- General Carl-Heinrich von Stülpnagel
- General Dietrich von Choltitz

### Militära guvernörer i Paris sedan 1944
- Général Philippe Leclerc: 1944

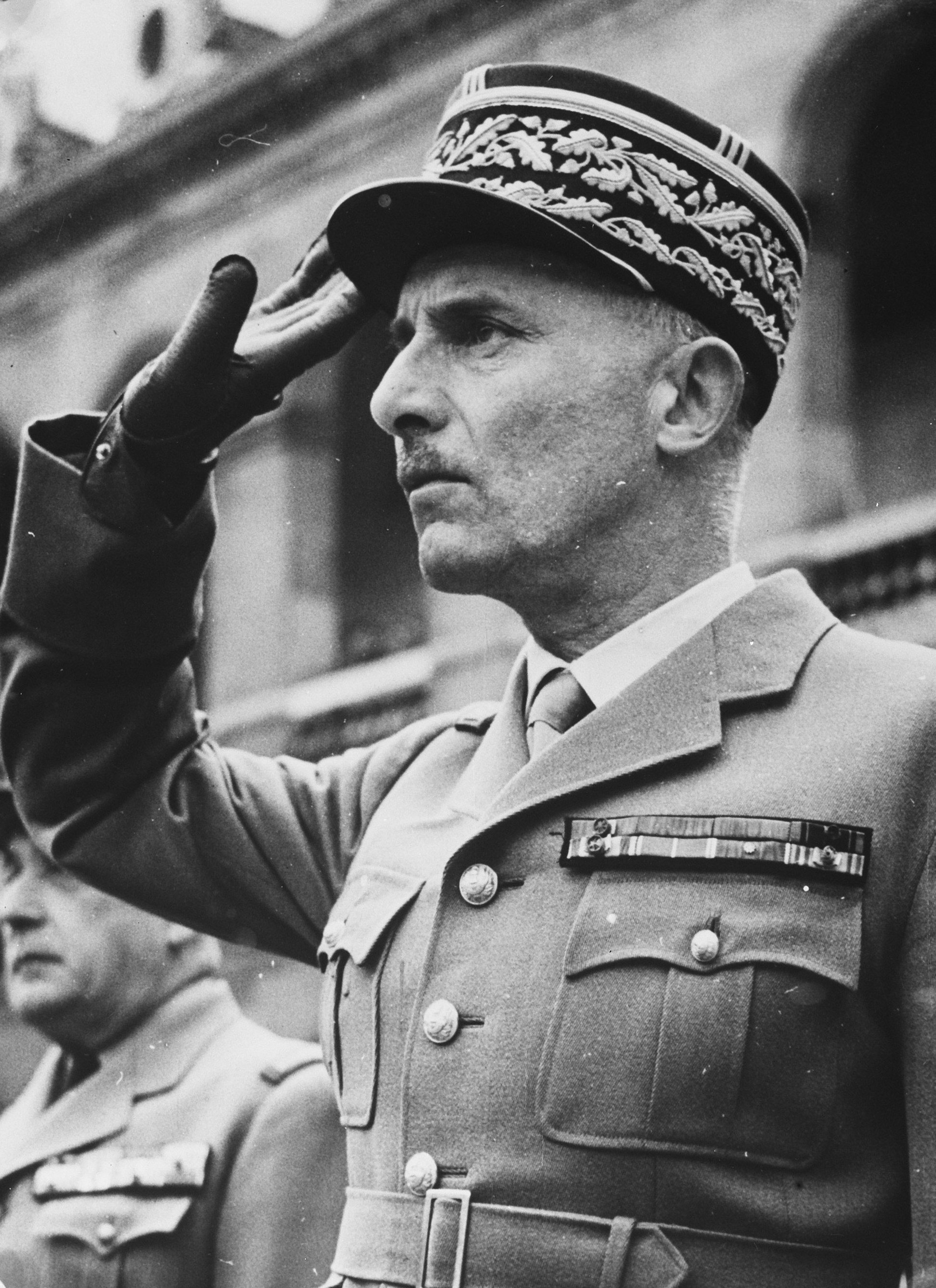
General Henri Zeller, militärguvernör i Paris från 1953 till 1957.

- Général Marie-Pierre Kœnig: 1944–1945
- Général Paul Legentilhomme: 1945–1947
- Général d’armée René Chouteau: 1947–1953
- Général d'armée Henri Zeller: 1953–1957
- Général Louis-Constant Morlière: 1957–1958
- Général Pierre Garbay: 1958–1959
- Général Raoul Salan: 1959–1960
- Général d’armée Maurice Gazin: 1960
- Général d'armée André Demetz: 1960–1962
- Général Louis Dodelier: 1962–1965
- Général Philippe de Camas: 1965–1968
- Général André Meltz: 1968–1971
- Général d'armée Bernard Usureau: 1971–1974
- Général de corps d'armée Philippe Clave: 1974–1975
- Général Jean Favreau: 1975–1977
- Général de corps d'armée Jacques de Barry: 1977–1980
- Général d'armée Jeannou Lacaze: 1980–1981
- Général de corps d'armée Roger Périer: 1981–1982
- Général d'armée Alban Barthez: 1 september 1982
- Général de corps d'armée Michel Fennebresque: 1984
- Général de corps d'armée Hervé Navereau: 14 mars 1987
- Général d'armée Daniel Valéry: 1 september 1991
- Général de corps d'armée Michel Guignon: 1 augusti 1992
- Général de corps d’armée Michel Billot: 28 oktober 1996
- Général de corps d’armée Pierre Costedoat: 1 augusti 2000
- Général de corps d'armée Marcel Valentin: 1 november 2002
- Général de corps d'armée Xavier de Zuchowicz: 1 augusti 2005
- Général de corps d'armée Bruno Dary: 1 augusti 2007
- Général de corps d'armée Hervé Charpentier: 1 augusti 2012
- Général de corps d'armée Bruno Le Ray: 31 juli 2015
- Général de corps d'armée Christophe Abad: 31 juli 2020